# Chiesa di San Giovanni Battista (Canale d'Agordo)
La chiesa di San Giovanni Battista rappresenta la parrocchiale e l'arcipretale di Canale d'Agordo, nella valle del Biois. Apparteneva alla pieve arcidiaconale di Agordo fino al 1458 quando fu eretta Pieve e in seguito arcipretura dal 1732. Opere di grande rilevanza sono l'altar maggiore di Andrea Brustolon (1696), l'organo di Gaetano Callido (1801) ed il rosone sulla facciata ad opera di Valentino Panciera Besarel.

## Storia
Nel XII secolo questo territorio era servito dalla cappella di San Simon, nella quale veniva celebrata la messa e i fedeli potevano ricevere le indulgenze. Tuttavia i sacramenti erano amministrati solamente dalla Pieve di Agordo. Essa fu costruita per contenere più fedeli nella valle del Biois dato che quella di San Simon non era più sufficiente.
Vista la lontananza dal centro, i regolieri della valle decisero di costruire una nuova chiesa nel punto di incontro della valle di Gares con quella del Biois, su un piccolo terrazzo alluvionale chiamato Col. Il luogo era al centro geografico dei loro villaggi, si trovava in una posizione più comoda rispetto alla chiesa di San Simon ed era più vicino alle industrie della lavorazione del ferro e del rame ricavati dalle miniere della valle di Gares, documentate a partire dal XIV secolo.
Il titolo dato alla nuova chiesa fu quello di San Giovanni Battista. Il culto del precursore si era diffuso in epoca longobarda ed era legato soprattutto alle sedi pievanali costruitesi nella parte settentrionale della penisola italiana durante il Medioevo, come ad esempio la confinante pieve di San Giovanni Battista di Fassa.
La leggenda narra che gli abitanti della valle del Biois avessero scelto san Giovanni – il più grande fra i nati di donna – per distinguersi dalla Pieve di Agordo, il cui patrono era san Pietro – il primo degli apostoli – e dalla quale i Canalini avevano iniziato a manifestare l'intenzione di rendersi autonomi. Più probabilmente invece la scelta del titolo era legata alla funzione del battesimale per la quale la chiesa era stata costruita, risparmiando ai fedeli il tragitto fino ad Agordo per fare battezzare i propri figli.
Non si conosce la data precisa della fondazione dell'antica cappella di San Giovanni. Il primo documento in cui è nominata è una pergamena del 1361 conservata presso l'Archivio parrocchiale di Cencenighe Agordino, in cui è citata insieme alle cappelle del circuito del monte Celentone, ossia San Simon, San Tomaso e Sant'Antonio abate di Cencenighe. La cappella di Canale d'Agordo non compariva ancora nella bolla di papa Lucio III del 18 ottobre 1185, segno che probabilmente non era stata ancora edificata. La sua nascita si può collocare tra il 1185 e il 1361, verosimilmente a cavallo tra il XIII secolo e il XIV secolo, quando anche le altre cappelle dell'Alto Agordino non menzionate nel documento pontificio – come ad esempio Rocca Pietore – cominciavano ad esercitare funzioni di succursali della Pieve di Agordo.

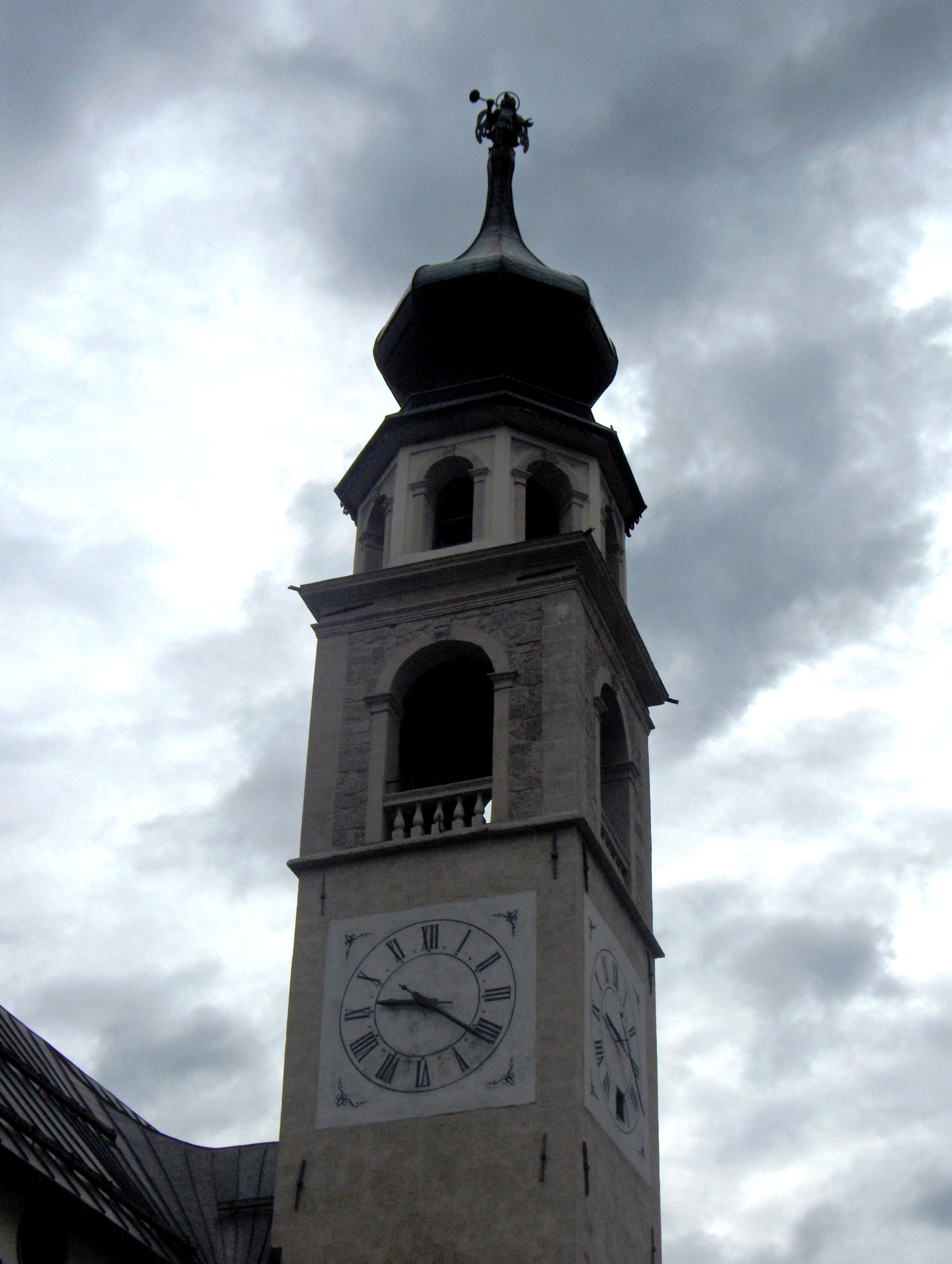
Il campanile di Canale

Dalla fine del XIV secolo è documentata la presenza di un cappellano rettore, citato senza nome in una pergamena del 3 febbraio 1380, un tempo conservata nell'archivio della pieve di Canale e oggi in una casa privata di Mestre. Da questo documento si può stabilire che in quella data esisteva un benefico stabile nel territorio di Canale che permetteva l'abitazione e il sostentamento di un sacerdote.
Il primo di cui sappiamo con certezza in nome è pre' Guadagnino da Cantone (forse da Tancon di Canale), che aveva in cura anche la chiesa di Cencenighe e deteneva la concessione del Forno di Canale in cui si lavorava il ferro.
Possiamo tuttavia affermare con certezza che ben prima dell'erezione della Pieve (3 settembre 1458) nella cappella di San Giovanni si celebravano battesimi, matrimoni e funerali – forse fin dalla fine del Duecento o all'inizio del Trecento – e che nel sagrato della chiesa si cominciarono a seppellire i morti, in precedenza condotti a San Simon. D'altro canto la bolla di papa Callisto III, con cui il pontefice decretava l'istituzione della nuova pieve, dice espressamente che c'erano nello stesso territorio “due cappelle o chiese, una con il titolo di San Giovanni e l'altra con quello di San Simon (chiesa di San Simon), alle quali i capi famiglia e gli abitanti di entrambi i sessi del detto territorio (di Canale)” si recavano “ad ascoltare la messa e gli altri divini uffici”; inoltre essi erano soliti da molto tempo “ricevere i sacramenti e far battezzare i propri figli nella cappella di San Giovanni Battista” come pure facevano allora, “dal momento che la stessa pieve (di Agordo)” costava “distare dalla loro zona sette miglia”.
Non è noto l'anno della dedicazione della chiesa di San Giovanni, mentre si conosce il giorno, ossia il 10 agosto, festa di san Lorenzo martire, compatrono della pieve di Canale insieme a san Simone Apostolo. Di conseguenza le maggiori festività celebrate erano tre: il 24 giugno, festa patronale di san Giovanni Battista, il 28 settembre, festa di san Simon e il 10 agosto festa di san Lorenzo martire.
Fin dal 1431 era stato fatto un tentativo dal cappellano rettore bavarese Georg di Bamberga, sceso fino a Roma per chiedere al papa la separazione del territorio di Canale dalla pieve di Agordo.
Tuttavia la morte lo colse durante il viaggio e si dovette attendere il 1456 prima che le pratiche avessero una svolta decisiva. Il tentativo di separazione aveva però allarmato l'Arcidiacono di Agordo, che vedeva seriamente compromessi i suoi profitti con la perdita delle decime, basate sulla ingente rendita del monte Pelsa, che fino ad allora erano versate dal cappellano rettore di Canale ogni quattro anni all'arcidiacono di Agordo e che ora sarebbero state al nuovo pievano di Canale per il suo sostentamento.
Incaricato per il buon esito delle pratiche era Vendramino Mot, rappresentante delle regole di Canale, che concordò la data dell'esecuzione del decreto pontificio.

### Il 3 settembre 1458

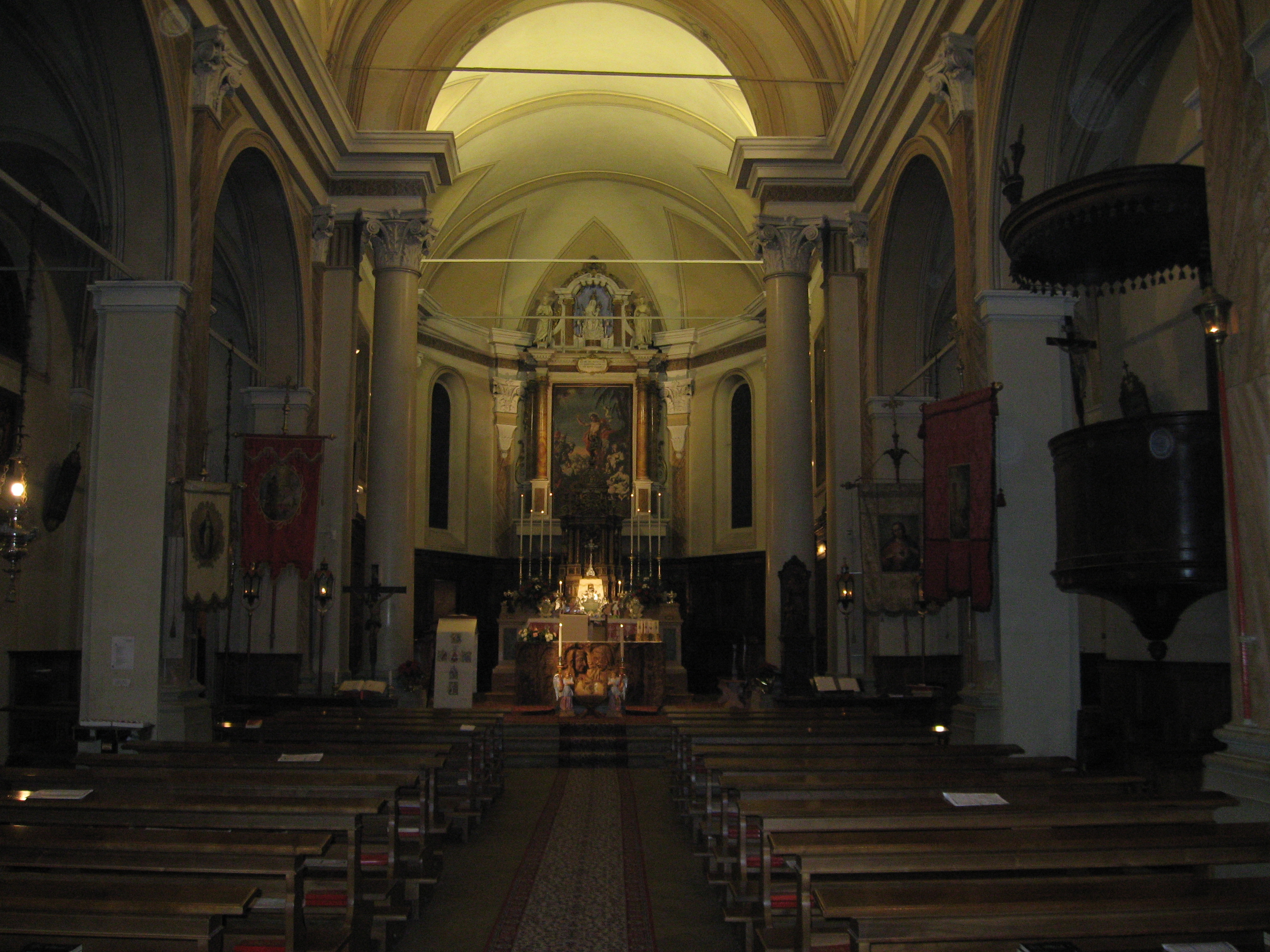
Visione interna della chiesa di Canale d'Agordo

Così il 3 settembre 1458 il vicario vescovile Vittore Doglioni – arrivato appositamente a Canale per risolvere la questione – giunse a una transazione mediante la quale il nuovo pievano di Canale avrebbe offerto un cero pasquale, l'ulivo e l'olio all'arcidiacono di Agordo l'anno in cui le rendite sarebbero spettate al benefico dalla nuova pieve. Inoltre egli doveva essere presente nella chiesa di Agordo il giorno di San Pietro apostolo (patrono di Agordo il 29 giugno) e poi quello della Natività di Maria (8 settembre) in segno di riconoscimento dell'antica matrice.
Al nuovo Pievano di Canale pre' Raimondo Martini o Chmery di Liegi, furono sottoposti dai Regolieri degli obblighi che egli era tenuto a rispettare, celebrando in maniera equa nelle chiese di San Giovanni e di San Simon.
L'originaria cappella di San Giovanni Battista, doveva occupare pressappoco l'area della navata centrale dell'odierna chiesa e la base del campanile. Verso la metà del Quattrocento, probabilmente in occasione della costituzione della nuova Pieve, subì un restauro o forse un ampliamento.
Tra il 1567 e il 1568 furono innalzate le navate laterali in forma di cappelle comunicanti tra loro. Alcuni altri elementi (lunghezza della chiesa e reddito annuo), fanno comprendere che la chiesa di san Giovanni era, per entrate e importanza, la seconda dell'Agordino dopo la chiesa arcidiaconale.
Dal 1703 viene creata dal vescovo di Belluno, la Forania di Canale mettendo il Pievano del paese come Vicario Foraneo.
Esisterà fino al 29 giugno 2010 per poi essere inglobata nuovamente nella vecchia Forania di Agordo.
Nel 1845 Falcade si staccava definitivamente dal territorio della Pieve di Canale.

### Nel XX secolo
Anche Vallada (come Falcade) si stacca dalla pieve di Canale nel 1938 e anche Caviola (l'ultima) si stacca da Canale nel 1950.

#### I sacri bronzi
Dopo la distruzione delle campane a opera degli austriaci (8 aprile 1918) nel 1920 furono issate sulla torre quattro nuove campane; oggi il campanile ne custodisce cinque (fuse dopo la prima guerra mondiale):
la più grande (9 q) è dedicata a san Giovanni Battista, patrono della Pieve, la 2ª (6 q) alla Madonna, la 3ª (4 q) a san Giuseppe, la 4ª (90 kg) a santa Lucia e sant'Angela (acquistata nel 1925), la 5ª senza dedica. Sulle tre campane maggiori è riportata questa iscrizione in latino: «Me fregit furor hostis, at hostis ab aere revixi, Italiam clara voce Deumque canes» (mi distrusse la furia del nemico, ma dal suo stesso bronzo rinacqui, cantando con voce squillante all'Italia e a Dio) in ricordo delle vecchie campane barbaramente distrutte.
La 4ª campana riporta una scritta diversa dalle altre quattro: «Coll'obolo dei benefattori nell'anno santo MCMXXV».

### Nel XXI secolo
Dal 2000 nella comunità parrocchiale di Canale l'arciprete svolge anche l'attività di parroco unico con la vicina parrocchia di Vallada Agordina.
Tra il 2001 e il 2002 fu eseguito un completo restauro del campanile, del sagrato e la sistemazione della piccola porzione del vecchio cimitero rimasto sul fianco destro esterno.
Negli anni tra il 2002 e il 2004 venne completamente risistemato l'organo del Callido e ne viene allungata la cantoria su progetto dell'architetto Fabio Nassuato. I lavori hanno riguardato anche l'atrio sottostante, gli armadi, la cassa dell'organo e naturalmente lo strumento affidato alle cure della ditta cav. Francesco Zanin di Codroipo. L'organo restaurato fu benedetto dall'arciprete Da Corte il 24 giugno 2004 e inaugurato dal maestro Andrea Marcon il 6 agosto dello stesso anno. Nel 2005 viene restaurata la Via Crucis di Valentino Rovisi e nel 2006 si procede con la ristrutturazione di tutta la sagrestia; vengono restaurate le antiche mobilie, viene costruito un mobile più spazioso posto su tutta la parete grande e si effettua il rifacimento completo dell'impianto elettrico.
Nel 2006 il restauro completo della cappella invernale, nel 2007 vengono restaurati quattro antiche lanterne processionali e nel 2008 sono restaurati e riconsegnati i gonfaloni sacri di della chiesa di Canale e della chiesa Monumentale di San Simon di Vallada.
Dal 29 giugno 2010 la forania di Canale d'Agordo e quella di Rocca Pietore cessano di esistere ed entrano nell'allargata forania di Agordo, tuttavia il titolo di arcipretura e di arciprete di Canale d'Agordo e delle parrocchie della Valle del Biois permane come titolo di riferimento alla chiesa madre.
Nel 2017 viene completamente restaurato l'interno della chiesa riportando alla luce i colori (i più antichi con colori più caldi) dettati dall'architetto Giuseppe Segusini e si scopre un grazioso cartiglio per la dedicazione dell'altare maggiore sulla campata dell'abside.
Nel 2023 viene costituita l'unità pastorale della Valle del Biois che ricalca il confini della precedente Forania di Canale d'Agordo, con la prospettiva futura di un solo parroco per le sei parrocchie di Canale d'Agordo, Caviola, Cencenighe Agordino, Falcade, San Tomaso Agordino e Vallada Agordina.
Dal 2024 le parrocchie di Canale d'Agordo, Caviola, Falcade e Vallada Agordina sono riunite sotto la guida di un unico pastore (don Vito De Vido) con la collaborazione di un cooperatore (don Davide Fiocco).

## Feste principali

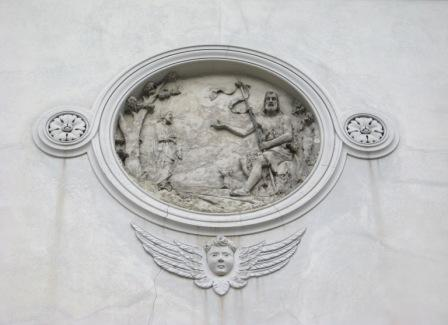
Rosone del Besarel 1859 Il Battista, sulla facciata della chiesa.

- 24 giugno, festa patronale di San Giovanni Battista
- 10 agosto, festa della dedicazione della chiesa (data incerta) e del compatrono San Lorenzo Martire
- 26 agosto, anniversario dell'elezione a Pontefice di Albino Luciani (1978)
- 3 settembre, ricorre l'anniversario dell'erezione della Pieve di Canale
- 28 ottobre, festa del compatrono San Simone Apostolo

## Opere d'arte

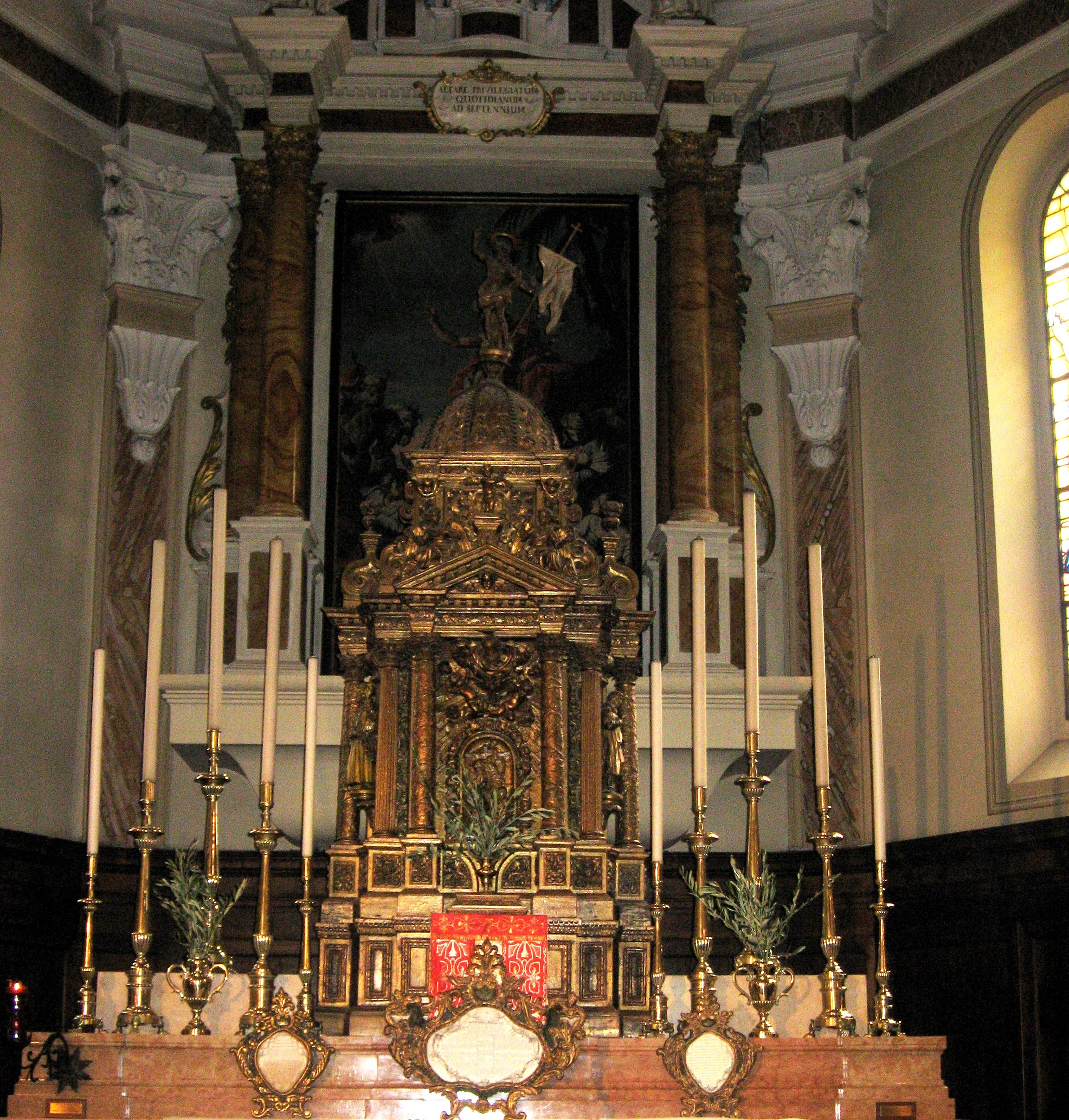
Tabernacolo di Andrea Brustolon con alle spalle la tela di Antonio Longo

- Tabernacolo della bottega di Andrea Brustolon (1696) con un rialzo per il nuovo tabernacolo blindato. In alto il cristo risorto, scendendo a sx san Simon, compatrono della parrocchia, a dx san Lorenzo, patrono dei fonditori di minerale che lavoravano nelle miniere della valle di Gares. Porticina: bellissima deposizione;
- Cariatidi lignee Il Tempo e La Morte, opere della fine del XVII secolo di scuola tedesca, Costruite per l'altare dei morti e poi lasciate in abbandono. Recuperate e restaurate nel 1994 (cappella laterale);
- San Giovanni Battista. Statua del XVIII secolo. (cappella laterale);
- Vari tesori della Chiesa (cappella laterale);
- Pala della Beata Vergine dei Battuti 1626, di Francesco Frigimelica il vecchio (cappella laterale);
- Quadro dell'adorazione dei Magi con dipinto San Luciano martire del XVIII di scuola tedesca;
- Sopra le porte laterali: a sx La Morte di San Giuseppe; a dx Cristo Flagellato, sec XVII scuola tedesca (Tirolo);
- Sacrestia: La deposizione, sec XVIII; la Madonna bambina tra i santi Gioacchino e Anna, scuola austriaca sec XVIII;
- Spalliere del coro: opera d'arte del 1861 del falegname Marmolada. Offerte in parte dal vice Re del Lombardo Veneto a nome dell'Imperatore d'Austria Francesco Giuseppe;
- Organo di Gaetano Callido (1801), preziosissimo. Vi suonò anche papa Albino Luciani;
- Aste dell'altare di Santa Lucia. Portate in processione nel XVIII secolo;
- Sant'Antonio: opera del grande scultore Amedeo Da Pos di Carfon (1870-1966), come la nicchia dell'altare della Madonna e il Battistero (1933);
- Pala dell'altar maggiore di Antonio Longo di Varena Fiemme (1808);
- Via Crucis della bottega di Valentino Rovisi (1780-1790) di Moena (Val di Fiemme);
- Altare Papa Luciani di Dante Moro di Falcade (1979). Inaugurato da Giovanni Paolo II sulla piazza di Canale il 26 agosto 1979 durante la sua prima visita ufficiale in Italia a Canale d'Agordo;
- Statua Papa Luciani: L'Umiltà, di Riccardo Cenedese (1982);
- Tabernacolo altare delle Anime secolo XVII;
- Pulpito 1841 di Giovanni Maria Deola e di De Ventura Pietro su disegno di Stefano Tonegutti di Belluno;

### Pievani

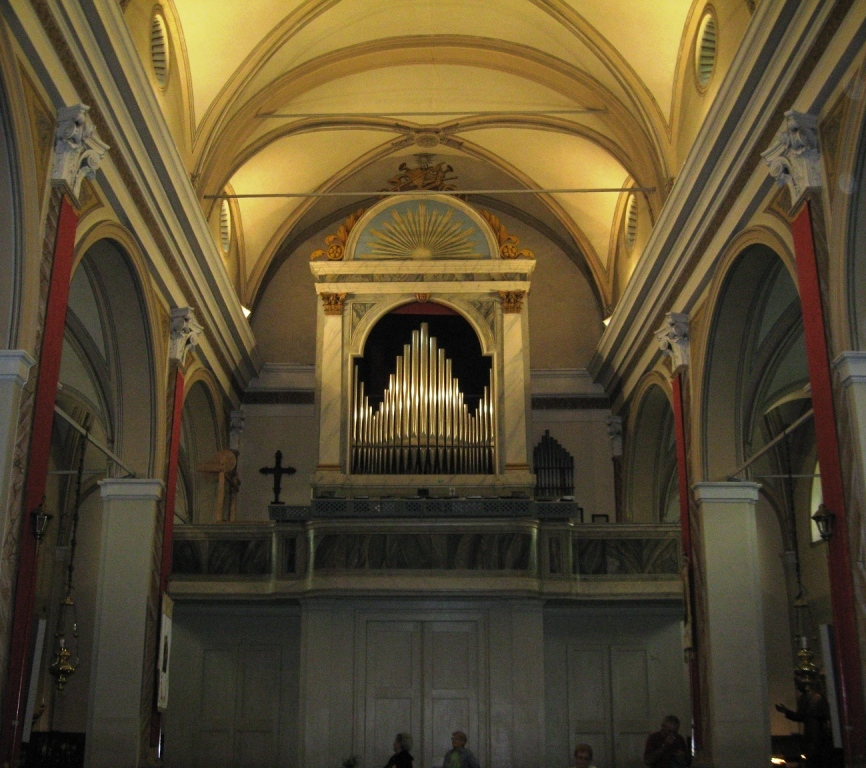
Organo Gaetano Callido del 1801